# Tom Sawyer Fest
Le festival Tom Sawyer (Том Сойер Фест) est une initiative de restauration du patrimoine historique de Samara. Les bénévoles et les sponsors concentrent leur action particulièrement autour des maisons en bois du centre-ville. 
En effet, ces vieilles maisons n'ont pas de statut et ne représentent donc aucune valeur aux yeux des autorités locales car elles ne sont pas classées monuments historiques ou architecturaux. 

## Historique
Le Tom Sawyer Fest a été lancé en 2015 par Andreï Kochetkov, mathématicien et créateur du festival, qui a réuni des bénévoles et des bâtisseurs professionnels de Samara prêts à consacrer leur temps et leurs ressources à la rénovation des maisons, afin d'empêcher cette dégradation du milieu urbain. 
Le nom du festival fait allusion au célèbre roman de Mark Twain dont le héros éponyme devait repeindre une palissade. 
Les premiers chantiers de restauration ont commencé dans la rue Léon Tolstoï (no 34, 36 et 38). En 2016, le festival a été mentionné dans un rapport de l'UNESCO comme un exemple à suivre de « rénovation progressive ».
Par la suite, le festival a reçu plusieurs subventions pour « développement de la société civile » et cette initiative s'est propagé à d'autres villes en Russie (Kazan, Bouzoulouk, Borovsk, Kalouga, Dimitrovgrad, Kostroma, Orenbourg, Khvalynsk, Saratov et Tomsk). En trois ans d'activité, les bénévoles ont réparé 28 maisons dont 11 à Samara[réf. souhaitée].